# Marcipa dargei
Marcipa dargei är en fjärilsart som beskrevs av Pierre Joseph Pelletier 1978. Marcipa dargei ingår i släktet Marcipa och familjen nattflyn. Inga underarter finns listade i Catalogue of Life.